# Instituto Superior Tecnológico de Artes del Ecuador
Instituto Superior Tecnológico de Artes del Ecuador (ITAE) fue una institución de tercer nivel sobre arte, que funcionó en Guayaquil desde su creación en 2002, con carreras en artes visuales, sonido y teatro, hasta 2015 cuando fue integrada a la Universidad de las Artes.

## Historia
En 2002 se realizó en Guayaquil un evento cultural denominado Ataque de Alas, donde predominó como tema central la inserción del arte en el espacio público. Dicho proyecto fue presentado a la Dirección Regional de Cultura del Banco Central del Ecuador, representada en la figura de Freddy Olmedo, el cual mantenía un proceso de equipamiento de infraestructuras destinadas al desarrollo cultural de la ciudad, donde surgió el Museo Antropológico y de Arte Contemporáneo (MAAC), la Plaza de Artes y Oficios y el Parque Histórico de Guayaquil para la realización de arte. Para aprovechar la creación de estos espacios, un grupo de intelectuales conformados por Xavier Patiño, Saidel Brito, Marco Alvarado, entre otros, proponen la creación de una institución académica orientada a la formación de artistas de nivel superior. Esta propuesta es aprobada, creando el Instituto Superior Tecnológico de Artes del Ecuador (ITAE) siendo esta la primera institución educativa de tercer nivel dedicada a formar artistas e intelectuales en la historia de Guayaquil.
En 2003 con la llegada de Mariella García a la Dirección Regional de Cultural del BCE, inicia una serie de impedimentos y trabas en el proceso administrativo y funcional de la institución, que tras 5 años descomprometimiento del Estado, en 2009, cuando se inició manifestaciones y cierre de calles por parte de alumnos y maestros, quienes desde el parqueadero del Banco Central, o calles aledañas, impartían sus clases, para así no perder horas académicas y demostrar la calidad de educación que el ITAE brinda.
En 2015 fue finalmente adherida a la Universidad de las Artes.